# Kanton Saint-Cyr-sur-Mer
Saint-Cyr-sur-Mer is een kanton van het Franse departement Var. Het kanton maakt deel uit van de arrondissementen  Toulon (6) en Brignoles (3). 

Het telt 46.729 inwoners in 2018.

Het kanton werd gevormd ingevolge het decreet van 27 februari 2014 met uitwerking op 22 maart 2015.

## Gemeenten
Het kanton omvat de volgende  gemeenten:
- Le Beausset
- La Cadière-d'Azur
- Le Castellet
- Nans-les-Pins
- Plan-d'Aups-Sainte-Baume
- Riboux
- Saint-Cyr-sur-Mer
- Saint-Zacharie
- Signes